# Erysiphe heraclei
Érysiphé de la Berce
Espèce
Erysiphe heraclei, l'Érysiphé de la Berce, est une espèce de champignons ascomycètes de la famille des Erysiphaceae et du genre Erysiphe. Il s'agit d'un champignon phytopathogène qui provoque la maladie cryptogamique de l'oïdium, sous le nom oïdium des Ombellifères ou oïdium de la Carotte, spécialisé dans l'infestation de la famille des Apiacées.

## Description

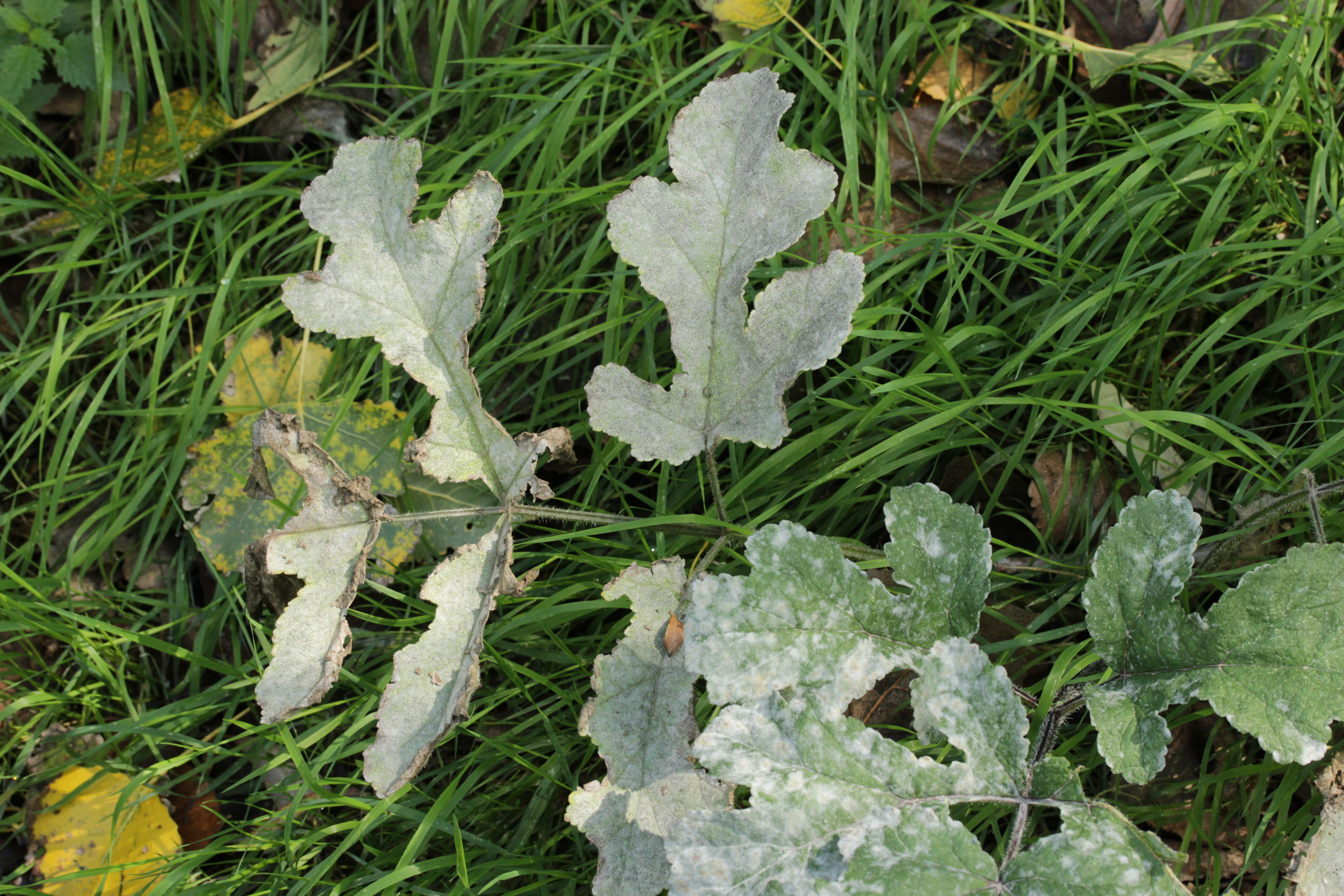
Érysiphé de la Berce sur des feuilles de Grande Berce.

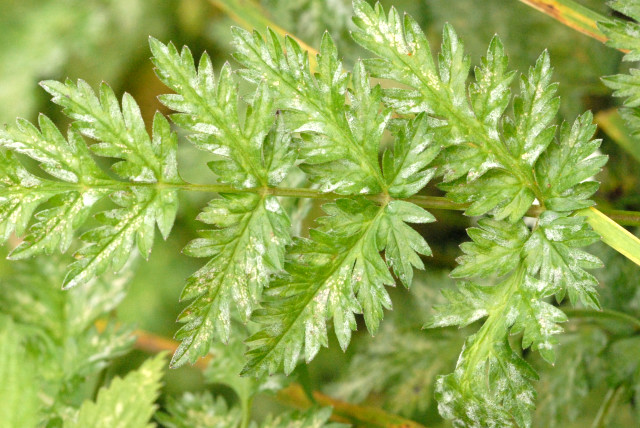
Erysiphe heraclei sur les feuilles d'une Apiacée indéterminée.

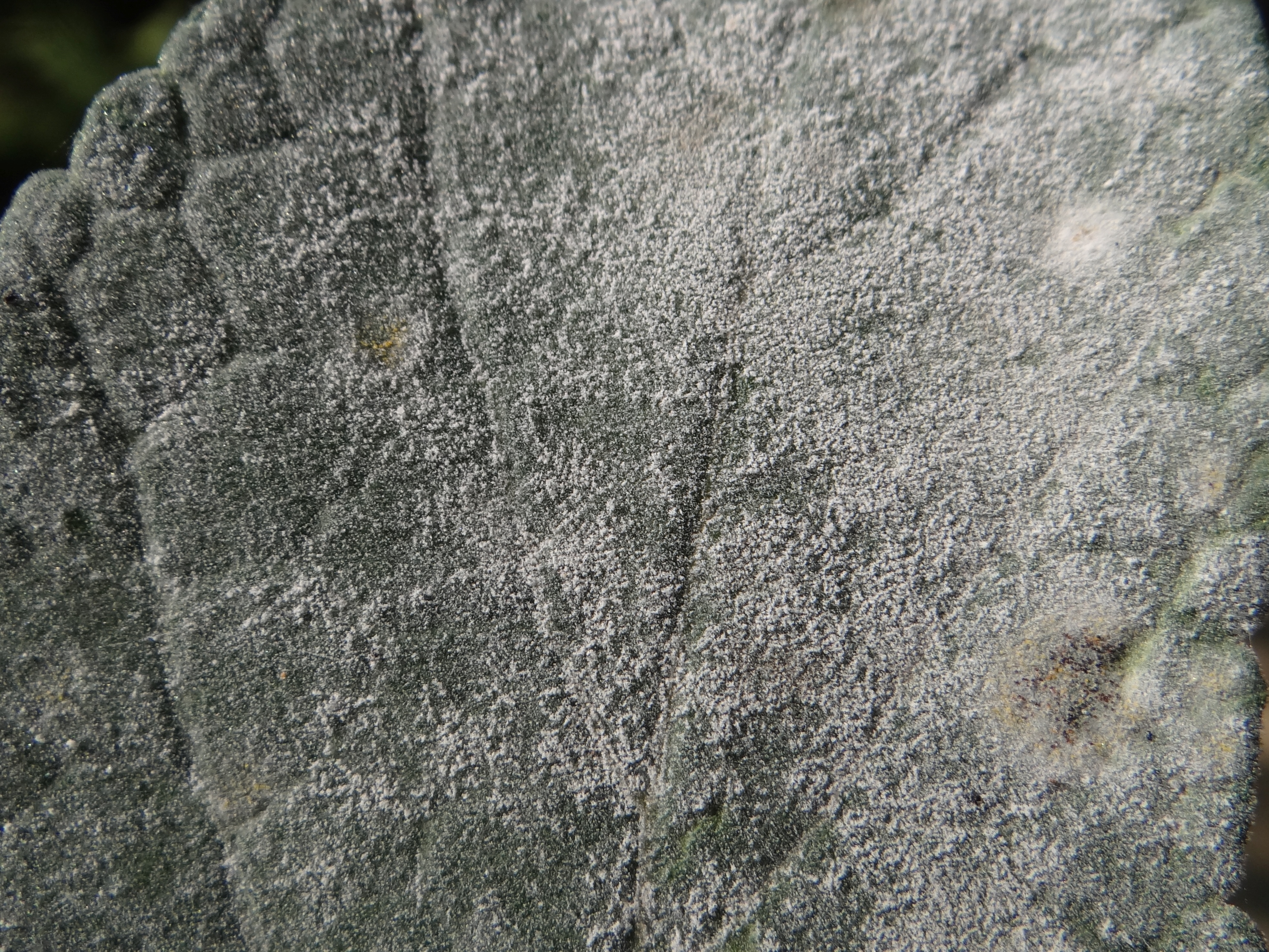
Mycélium d'Erysiphe heraclei sur Heracleum sphondylium.

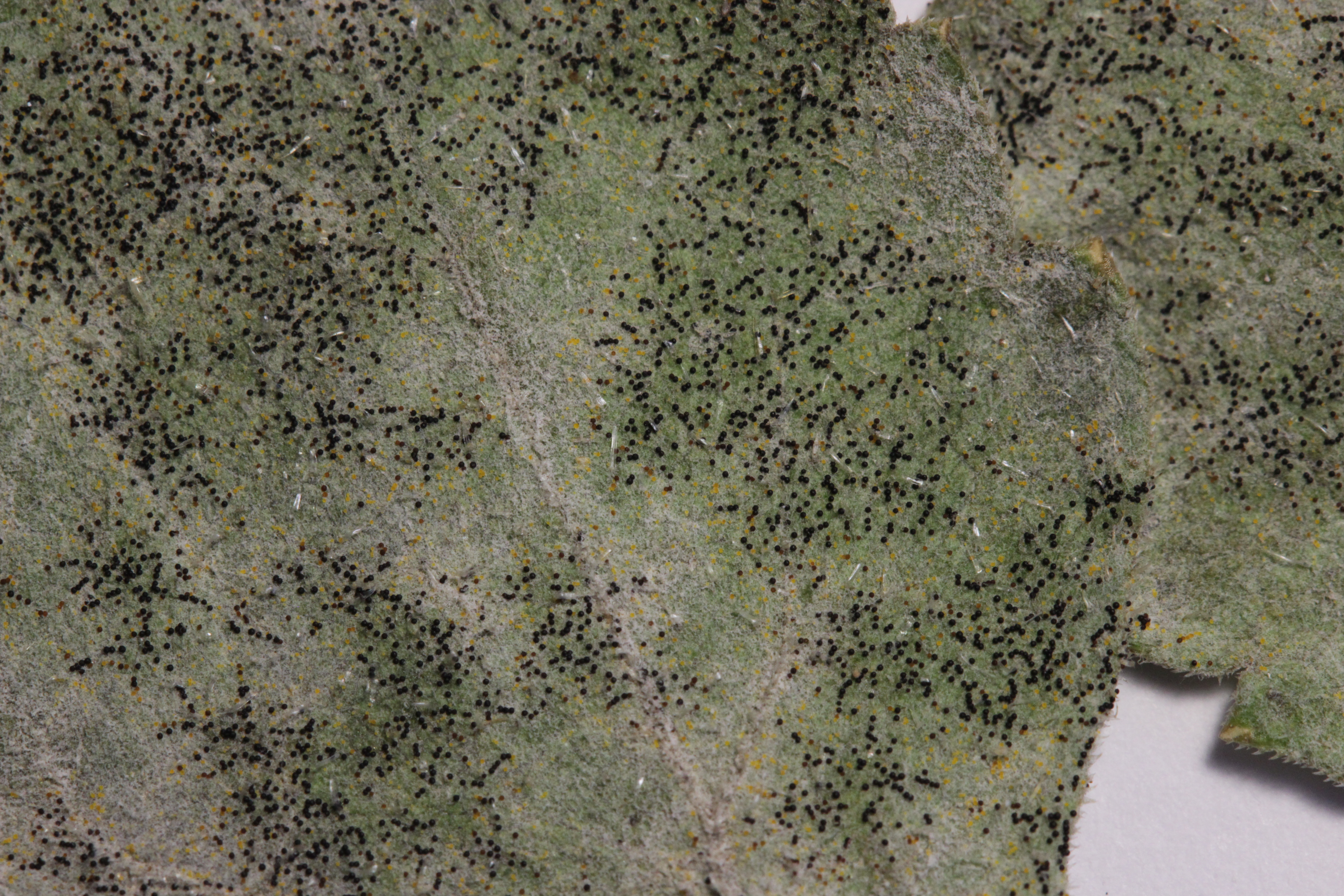
Fructifications d'Erysiphe heraclei : les cléistothèces.

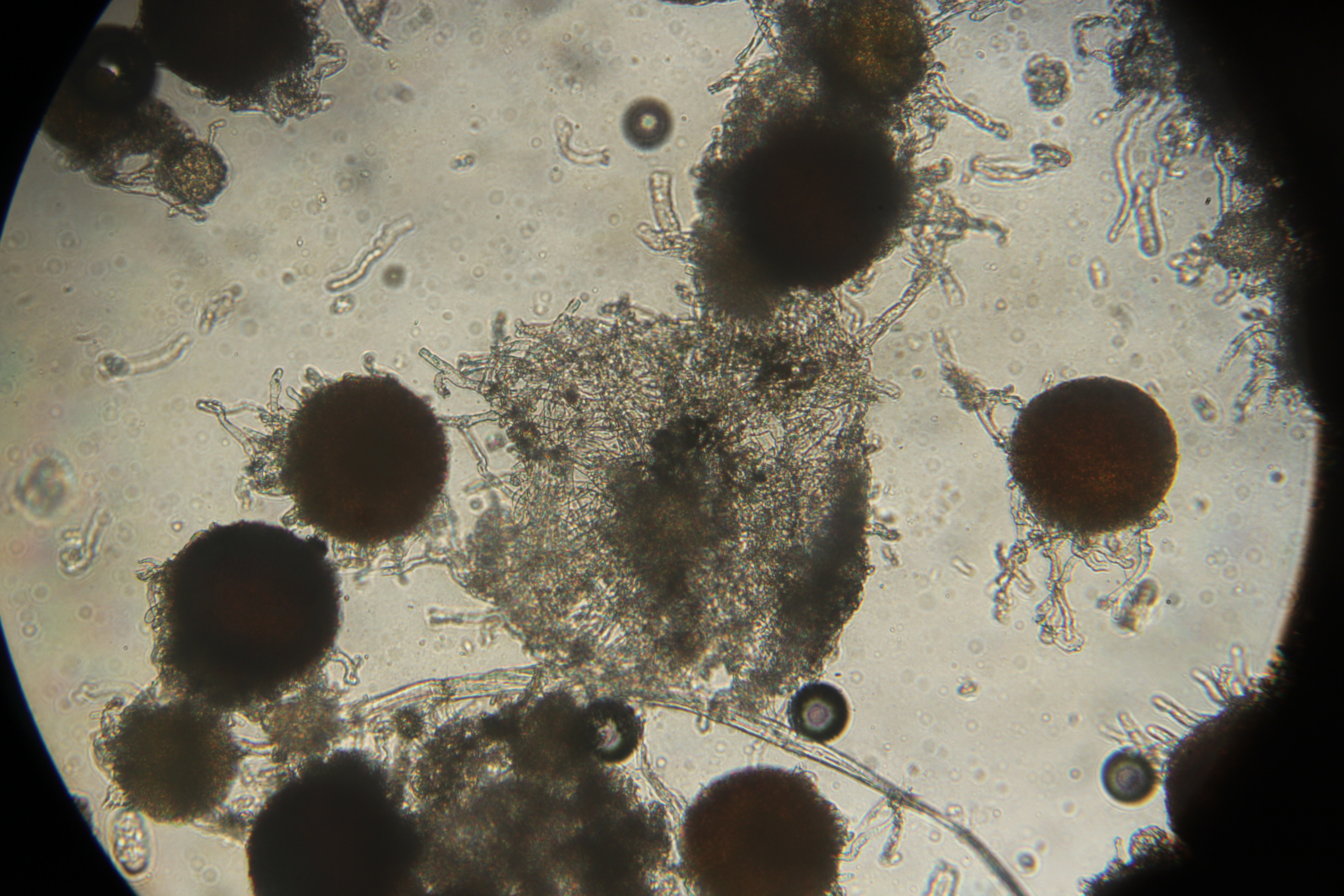
Mycélium et cléistothèces d'Erysiphe heraclei.

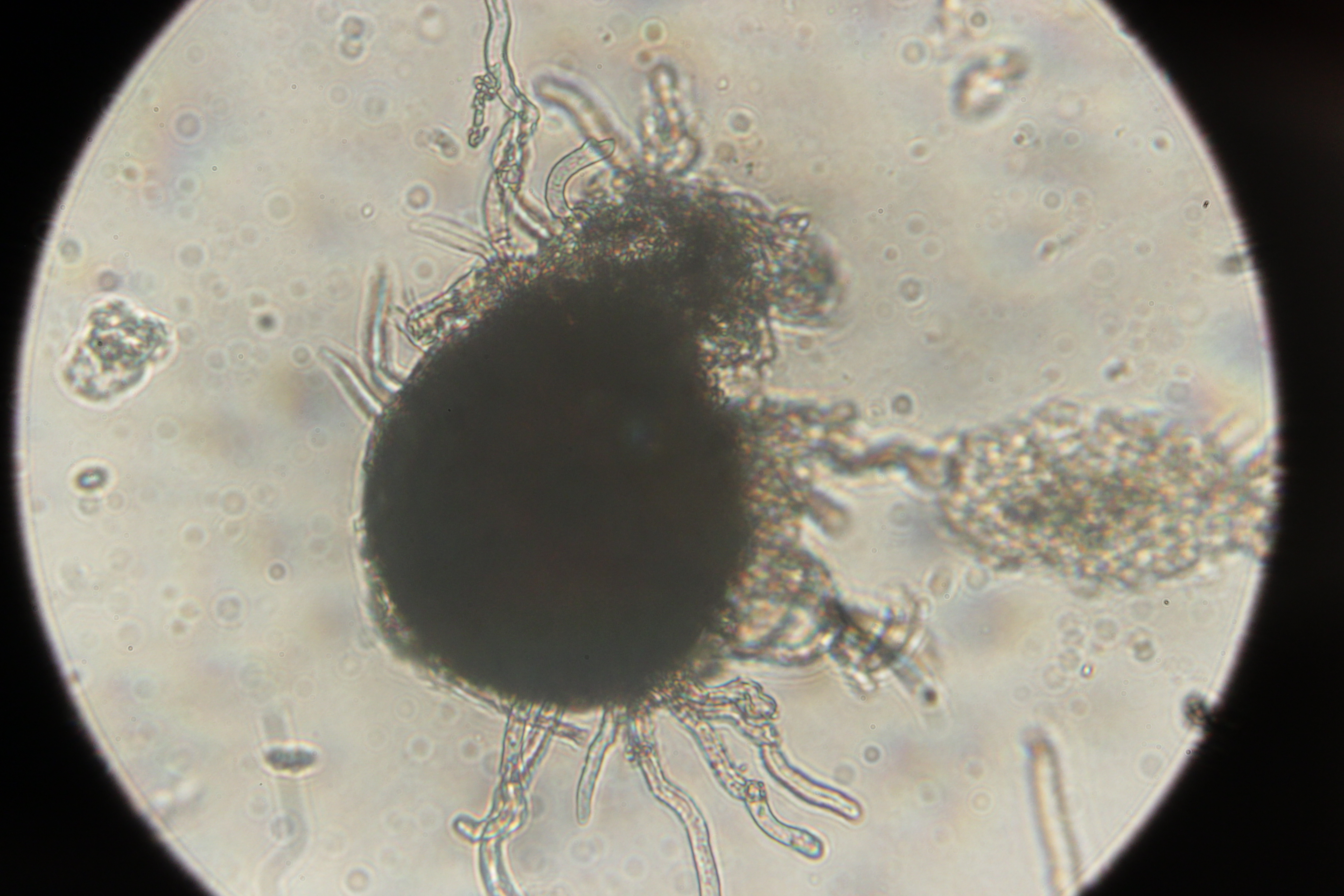
Cléistothèce d'Erysiphe heraclei.

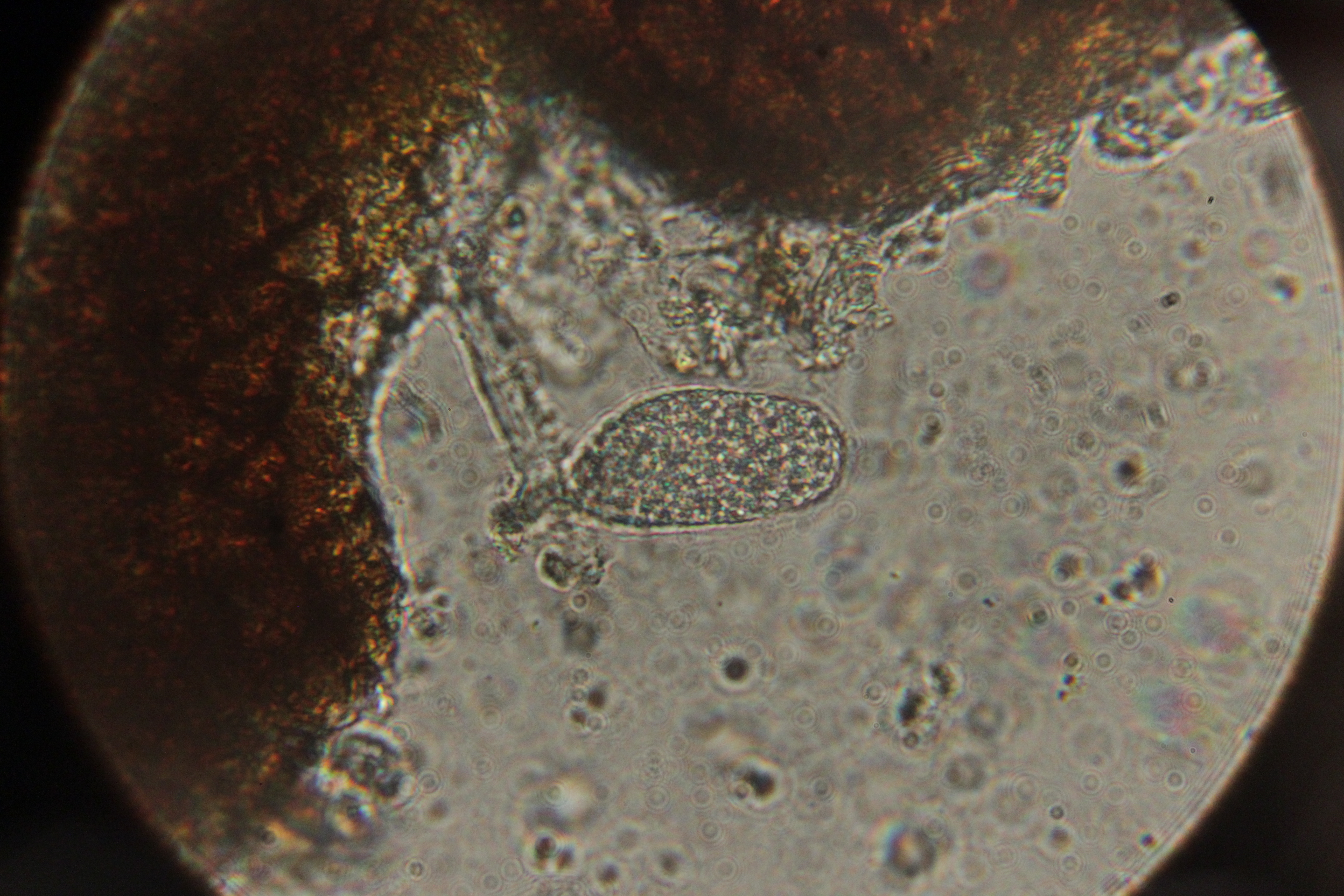
Conidie d'Erysiphe heraclei.

Cette espèce est décrite par le botaniste suisse Johann Christoph Schleicher au début du XIXe siècle puis formalisée par le botaniste suisse Augustin Pyrame de Candolle en 1815 dans la Flore française de Lamarck.

« Cette érysiphé est répandue sur les feuilles de la berce branc-ursine, tant à leur surface inférieure qu’à la supérieure ; ses tubercules sont globuleux, presque luisans ; il s’échappe de leur base plusieurs filamens, courts, irréguliers, la plupart simples et libres, quelques-uns légèrement entremêlés, mais ne formant ni une croûte ni un duvet visible à l’œil; on a peine quelquefois à distinguer cette érysiphé, parce qu’elle est mélangée avec les poils de la berce. »

— Augustin Pyrame de Candolle, 1815
Il s'agit d'un mycélium blanc, farineux et floconneux envahissant les feuilles, la tige et l'inflorescence. Ses conidies solitaires, mesurent de 25 à 45 μm de long pour 12 à 20 μm de large et les fructifications, nommées cléistothèces, mesurent de 80 à 140 μm de diamètre. Leurs appendices, en nombres variables, sont flasques, partiellement coriace et fourchus. Ils sont de 0,5 à 1,5 fois plus longs que le diamètre du corps fructifère composé de 3 à 7 asques eux-mêmes portant de 3 à 5 spores,.

## Variétés
En plus de la variété type décrite depuis l'Allemagne et la France, la variété himalayensis est décrite en 2006 depuis le Nord de l'Inde, mais son statut n'est pas clairement établi.
- Erysiphe heraclei var. heraclei
- Erysiphe heraclei var. himalayensis Y.S. Paul & V.K.,2006

## Synonymie
Selon Index Fungorum :
- Alphitomorpha heraclei (DC.) Wallr., 1819
- Erysiphe communis var. umbelliferarum (Lév.) de Bary, 1896
- Erysiphe martii e umbelliferarum Lév., 1851
- Erysiphe pisi var. heraclei (DC.) Ialongo, 1992
- Erysiphe umbelliferarum (Lév.) de Bary, 1870
- Ischnochaeta heraclei (DC.) Sawada, 1951

## Impact parasitaire
Seules les Apiacées semblent être affectées par les affres d'Erysiphe heraclei. De nombreuses espèces sont touchées de façon éparse, rarement voire très rarement. À l'inverse, Erysiphe heraclei est particulièrement courante sur Angelica sylvestris, Anthriscus sylvestris, Chaerophyllum hirsutum et Heracleum sphondylium. Voici une liste exhaustive des espèces impactées en Europe occidentale et centrale :
- Aegopodium podagraria
- Aethusa cynapium
- Ammi majus, Ammi visnaga
- Anethum graveolens
- Angelica archangelica, Angelica nitida, Angelica palustris, Angelica razulii, Angelica sylvestris
- Anthriscus caucalis, Anthriscus cerefolium, Anthriscus nitidus, Anthriscus sylvestris
- Apium graveolens
- Astrantia major
- Astrodaucus littoralis
- Athamanta montana
- Berula erecta
- Bifora radians
- Bubon macedonicum
- Bunium bulbocastanum
- Bupleurum
- Carum carvi
- Caucalis platycarpos
- Chaerophyllum aromaticum, Chaerophyllum aureum, Chaerophyllum bulbosum, Chaerophyllum hirsutum, Chaerophyllum macrospermum, * Chaerophyllum nodosum, Chaerophyllum prescottii, Chaerophyllum temulum, Chaerophyllum villarsii
- Cicuta virosa
- Conioselinum tataricum
- Conium maculatum
- Coriandrum sativum
- Daucus carota, Daucus guttatus, Daucus muricatus
- Drusa opppositifolia
- Eryngium caeruleum, Eryngium campestre, Eryngium creticum, Eryngium planum
- Falcaria vulgaris
- Ferula assa-foetida, Ferula sadleriana
- Foeniculum vulgare
- Heracleum asperum, Heracleum mantegazzianum, Heracleum persicum, Heracleum pubescens, Heracleum sphondylium, Heracleum alpinum , Heracleum pyrenaicum, Heracleum sibiricum, Heracleum transsilvanicum, Heracleum stevenii
- Krubera peregrina
- Laser trilobum
- Laserpitium latifolium, Laserpitium siler
- Levisticum officinale
- Ligusticum lucidum
- Myrrhis odorata
- Oenanthe aquatica, Oenanthe silaifolia
- Orlaya daucoides, Orlaya grandiflora
- Pastinaca sativa
- Petroselinum crispum
- Peucedanum alsaticum, Peucedanum arenarium, Peucedanum austriacum, Peucedanum cervaria, Peucedanum hispanicum, Peucedanum latifolium, Peucedanum officinale, Peucedanum oreoselinum, Peucedanum ostruthium, Peucedanum palustre, Peucedanum venetum
- Physospermum cornubiense
- Pimpinella anisum, Pimpinella lutea, Pimpinella major, Pimpinella nigra, Pimpinella rhodantha, Pimpinella saxifraga, Pimpinella tragium, Pimpinella villosa
- Pleurospermum austriacum, Pleurospermum uralense
- Pseudorlaya pumila
- Ridolfia segetum
- Scandix pecten-veneris
- Selinum carvifolia, Selinum dubium
- Seseli gracile, Seseli libanotis, Seseli rigidum, Seseli tortuosum
- Silaum silaus
- Sium latifolium, Sium sisarum
- Smyrnium olusatrum, Smyrnium perfoliatum
- Thapsia villosa
- Tordylium apulum, Tordylium maximum, Tordylium officinale
- Torilis africana, Torilis arvensis, Torilis japonica, Torilis leptophylla, Torilis nodosa, Torilis ucranica
- Trinia multicaulis
- Turgenia latifolia